# Крушевац (городское поселение)
Кру́шевац (серб. Град Крушевац) — городское поселение в Сербии, входит в Расинский округ.
Население городского поселения составляет 128 758 человек (2007 год), плотность населения составляет 151 чел./км². Занимаемая площадь — 850 км², из них 57,8 % используется в промышленных целях.
Административный центр городского поселения — город Крушевац. Городское поселение Крушевац состоит из 101 населённого пункта, средняя площадь населённого пункта — 8,4 км².

## Статистика населения
| Год  | Население, чел. |
| ---- | --------------- |
| 1991 | 134 088         |
| 2001 | 131 538         |
| 2002 | 131 345         |
| 2003 | 130 987         |
| 2004 | 130 626         |
| 2005 | 130 083         |
| 2006 | 129 370         |
| 2007 | 128 758         |